# مهرشتتن
مهرشتتن (به آلمانی: Mehrstetten) یک شهر در آلمان است که در Reutlingen واقع شده‌است. مهرشتتن ۱٬۴۳۹ نفر جمعیت دارد.